# Hermbstaedtia scabra
Hermbstaedtia scabra är en amarantväxtart som beskrevs av Schinz. Hermbstaedtia scabra ingår i släktet Hermbstaedtia och familjen amarantväxter. Inga underarter finns listade i Catalogue of Life.